# Barham (Australië)
Barham is een plaats in de Australische deelstaat New South Wales en telt 1132 inwoners (2006).

## Geboren
- Michael Rogers (1979), wielrenner
- Tayliah Zimmer (1985), zwemster